# Poursuites dans la nuit
Pour les articles homonymes, voir Nightfall.
Pour plus de détails, voir Fiche technique et Distribution.
Poursuites dans la nuit (Nightfall) est un film américain réalisé par Jacques Tourneur, sorti en 1957.

## Synopsis
Los Angeles. Un homme, tout en vaquant à ses occupations quotidiennes, semble tenir à rester discret, comme s'il craignait d'être vu. Il est abordé par un autre qui attend le passage de l'autobus et prétend être un chercheur. Le premier homme rencontre Marie Gardner juste après, par hasard dans un restaurant. Elle lui dit qu'elle travaille comme mannequin dans un magasin. Pendant ce temps, l'homme à l'autobus rentre chez lui et parle à sa compagne. On découvre qu'il est Ben Fraser, détective des assurances, et qu'il observe l'autre homme car ce dernier, qui s'appelle James, est soupçonné d'être mêlé au cambriolage d'une banque. Lorsque Marie et James sortent dans la rue, deux hommes émergeant de l'ombre obligent James à monter dans une voiture. Il a juste le temps de réprimander Marie qui semble avoir servi d'appât. Les ravisseurs essayent de le forcer à révéler l'emplacement d'une forte somme d'argent, dont James dit tout ignorer. Ben, n'arrivant pas à dormir, raconte à sa compagne à quel point il est tourmenté par cette affaire :  Il a tellement espionné James qu'il est certain de le connaître parfaitement. Il a une vie parfaitement réglée, ne ressemblant pas à celle d'un voleur en fuite. Alors que les ravisseurs menacent de plus en plus sérieusement la vie de James, celui-ci se rappelle alors le moment de la rencontre avec ceux-ci dans le Wyoming...

## Fiche technique
- Titre original : Nightfall
- Titre québécois : Poursuites dans la nuit
- Réalisation : Jacques Tourneur
- Scénario : Stirling Silliphant, d'après le roman La nuit tombe (Nightfall) de David Goodis
- Direction artistique : Ross Bellah
- Décors : William Kiernan, Louis Diage
- Costumes : Jean Louis
- Photographie : Burnett Guffey
- Son : John P. Livadary
- Montage : William A. Lyon
- Musique : George Duning
- Production : Ted Richmond
- Société de production : Copa Productions
- Société de distribution : Columbia Pictures
- Pays de production :  États-Unis
- Langue : anglais, espagnol
- Format : noir et blanc — 35 mm — 1,85:1 — son Mono
- Genre : Film noir
- Durée : 78 minutes
- Date de sortie : États-Unis, 23 janvier 1957 (première à New York)

## Distribution
- Aldo Ray : James Vanning, alias Art Rayburn
- Brian Keith : John
- Anne Bancroft : Marie Gardner
- Jocelyn Brando : Laura Fraser
- James Gregory : Ben Fraser
- Frank Albertson : Dr Edward Gurston
- Rudy Bond : Red
- George Cisar : le conducteur du bus
- Eddie McLean : le chauffeur de taxi
- Orlando Beltran : un homme espagnol
- Mariar Belmar : une femme espagnole
- Walter Smith : le cireur de chaussures

## Accueil
- Jacques Lourcelles, Dictionnaire du cinéma, les films, Bouquins Robert Laffont.
- The Cinema of Nightfall, Jacques Tourneur, (en) Chris Fujiwara, The Johns Hopkins University press, 2000, P. 235 - 241

« De même que le héros cligne des yeux face à l’agression des néons qui annoncent, dès le premier plan du film, une abstraite menace, de même une lumière encore plus aveuglante – le désert enneigé qui finit par engloutir les personnages – absorbe peu à peu toute trajectoire et tout désir. La neige, cet élément volatil qui absorbe les sons et renvoie la lumière, comme si elle voulait la chasser loin, très loin, est la métaphore ultime de l’art tourneurien du chuchotement et de l’étouffement. Cette neige plus implacable que la nuit, plus silencieuse que la mort, plus secrète que le diable, offre à deux acteurs idéalement las (Aldo Ray et Anne Bancroft) la vision, sinon du salut ou du repos, du moins d’une trêve. La mort n’est pas loin, mais il suffit d’une caresse sur une joue mal rasée pour oublier les taches de sang qui jettent une note discordante dans la neige. »

— Critique parue dans Les Inrocks le 5 juin 2012, à l'occasion de la sortie du film en DVD

## À noter
- Le personnage interprété par Aldo Ray présente des similarités avec l'acteur lui-même : le passé de vétéran à Okinawa du personnage principal présenté dans le film coïncide notamment avec l'engagement de Aldo Ray pendant la Seconde Guerre mondiale.